# Cadbury
Cadbury, раніше Cadbury's та Cadbury Schweppes, — британська транснаціональна кондитерська компанія, що належить Mondelez International з 2010 року. Це другий за величиною кондитерський бренд у світі після Mars.  Міжнародна штаб-квартира Cadbury розташована у Великому Лондоні, а компанія працює в понад 50 країнах світу. Найвідоміші продукти Кедбері це молочний шоколад Dairy Milk, шоколадні яйця Creme Egg та шоколадні цукерки Roses. Daily Telegraph назвав Cadbury одним із найуспішніших експортних товарів Британії у 2013 році. 